# ダイゴー
ダイゴー株式会社は、日本の文具メーカー。ビジネス手帳やダイアリーなどを手掛ける。

## 沿革
- 1944年4月 - 井上写真台紙製造所など3社が合併して、資本金15万円で大阪合同紙工株式会社を設立。
- 1945年9月 - ダイゴーという商標のもとに事業を開始。
- 1961年4月 - 商号をダイゴー株式会社へ発展的に改称。
- 1986年4月 - CI導入、社章・社名ロゴを変更。
- 1988年5月 - DPI（ダイアリー・パブリシャーズ・インターナショナル）のメンバーとなる。

## 所在地
- 大阪本社 - 大阪府大阪市西区本田4-7-13
- 東京支店 - 東京都台東区寿1-10-2
- 奈良法隆寺工場 - 奈良県生駒郡安堵町岡崎268-1

## 主な商品
- 手帳類
- ノート
- ダイアリー
- 家計簿

- 3Dカード
- 3D関連商品

- ポスターパネル(アルミフレーム/樹脂フレーム)
- LED内照式ポスターパネル(バックライト/エッジライト)
- 蛍光管内照式ポスターパネル
- デジタルサイネージ